# Marion Obam
Marion Obam, de son vrai nom, Marion Viviane Obam est une journaliste et entrepreneure camerounaise. Elle est directrice générale de Well' Done, une agence de communication. Depuis le 26 juin 2022, elle est présidente du Syndicat national des journalistes du Cameroun (SNJC).

## Biographie

### Enfance, éducation et débuts
Marion est titulaire d'un brevet de technicien supérieur (BTS) obtenu à l'Institut Universitaire Siantou.

### Carrière
Elle est journaliste du quotidien Mutations. Le 17 juillet 2020, elle devient membre du conseil national d'ethique et de déontologie du SNJC. Le 2 juin dernier,  lors du 31e congrès de l’organisation à Mascate, dans le sultanat d’Oman, elle entre dans le comité exécutif de la Fédération internationale des journalistes (FIJ).
A l'issue d'un scrutin de liste, le 26 juin 2022 à Douala, elle devient présidente du Syndicat national des journalistes du Cameroun, en remplacement de Denis Kwebo.

## Vie privée
Elle est l'épouse du journaliste Paul Mahel.